# Municipio de Santa María Temaxcalapa
El municipio de Santa María Temaxcalapa es uno de los 570 municipios del estado mexicano de Oaxaca, de 901 habitantes mayoritariamente zapotecos. Su cabecera es la localidad de Santa María Temaxcalapa.

## Demografía
En el municipio habitan 901 personas, de las cuales, 89% habla una lengua indígena: didza xitza. 
El pueblo de Santa María Temaxcalapa es la cabecera municipal y único asentamiento en el municipio.

## Educación
Cuenta con un Centro de Educación Inicial, un Preescolar, una Escuela Primaria Bilingüe, una Escuela Telesecundaria y un Bachillerato Integral Comunitario para la educación de los niños, niñas y adolescentes de esta comunidad.
El grado promedio de escolaridad de la población de 15 años o más en Santa María Temaxcalapa en 2010 era de 6, frente al grado promedio de escolaridad de 6.9 en la entidad.

## Salud
Para la atención médica de primer nivel  cuenta con una Unidad Médica Rural que pertenece al IMSS-Bienestar. 
En caso de que la población requiere atención de segundo nivel, son enviados al Hospital Rural de San Ildefonso Villa Alta.￼￼